# Florentino López Cuevillas
Florentino López Cuevillas,  né le 14 novembre 1886 à Ourense en Galice (Espagne) et mort dans la même ville le 30 juillet 1958 est un écrivain, historien et archéologue galicien, est l'un des pères de l'archéologie du patrimoine galicien et appartient à la génération Nós.

## Biographie
Fils d'un fonctionnaire, décédé avant la naissance de Florentino. Florentino López Cuevillas a fait des études de pharmacie à l'université de Saint-Jacques-de-Compostelle, il n'a jamais exercé. Lui-même fonctionnaire, il a été nommé, pendant quelque temps à Madrid, où il a commencé des études de philosophie et lettres ; études qu'il n'a jamais terminées. Ami de Ramón Otero Pedrayo et Vicente Risco, il a écrit dans la revue Nós, et y a publié son premier article archéologique «A mansión Aquis Querquernis» en 1920.
À partir de ce moment-là, il a travaillé inlassablement à l'étude de l'histoire et du patrimoine archéologique galicien, dans le cadre de la Commission provinciale des monuments historiques et artistiques de Ourense. Il a dirigé et influencé des fouilles archéologiques, comme la première campagne des fouilles du castro de San Cibrán de Lás. Il a écrit des ouvrages qui font toujours référence pour les archéologues et historiens de la Galice.
La manifestation littéraire galicienne Journée des Lettres Galiciennes (Día das Letras Galegas) lui a rendu hommage l'année 1968.

## Ouvrages
- A edade do ferro na Galiza
- Galicia sempre
- Os oestrimnios, os saefes e a ofiolatría en Galiza
- La civilización céltica en Galicia (1953)
- Como naceu a cidade de Ourense
- Relacións prehistóricas entre Galicia e as illas Británicas
- As raíces fondas de Galicia
- O trasno na vila
- O poema da seca
- Prosas galegas (publication posthume en 1962)
- Dos nosos tempos (publication posthume en 1962)